# Dorien Rookmaker
Dorien Rookmaker (ur. 30 lipca 1964 w Petten) – holenderska polityk i menedżer, członkini Eerste Kamer, deputowana do Parlamentu Europejskiego IX kadencji.

## Życiorys
W latach 1987–1988 w ramach roku propedeutycznego kształciła się w zakresie nauk politycznych na Uniwersytecie w Lejdzie. Od 1989 do 1994 studiowała zarządzanie w organizacjach pozarządowych na Uniwersytecie w Groningen. Pracowała w sektorze bankowym i ubezpieczeniowym, m.in. jako dyrektor do spraw zarządzania ryzykiem niefinansowym w Nationale-Nederlanden.
Należała do Demokratów 66, krótko z ich ramienia była radną Groningen. Dołączyła następnie do Forum na rzecz Demokracji. W 2019 wybrana z ich ramienia na radną prowincji Holandia Południowa. Również w 2019 zasiadła następnie w holenderskim senacie. W tym samym roku opuściła forum, dołączając do nowej inicjatywy politycznej Henka Ottena. W lutym 2020 zasiadła w Europarlamencie IX kadencji, obejmując jeden z dodatkowych mandatów, które przypadły Holandii po brexicie.